# 5686 Chiyonoura
5686 Chiyonoura eller 1990 YQ är en asteroid i huvudbältet som upptäcktes den 20 december 1990 av de båda japanska astronomerna Kazuro Watanabe och Masanori Matsuyama vid Kushiro-observatoriet. Den är uppkallad efter Chiyo standen i Kushiro.
Asteroiden har en diameter på ungefär 3 kilometer och den tillhör asteroidgruppen Nysa.